# Rezerwat przyrody Borkowskie Wąwozy
Rezerwat przyrody Borkowskie Wąwozy – leśny rezerwat przyrody na obszarze Wysoczyzny Żarnowieckiej, położony w gminie Choczewo (powiat wejherowski, województwo pomorskie). Został utworzony rozporządzeniem Nr 12/2005 Wojewody Pomorskiego z dnia 20 czerwca 2005 r. Zajmuje powierzchnię 40,64 ha.
Rezerwat obejmuje leśne zbocze będącą częścią doliny Chełstu. Ochronie w rezerwacie podlegają głównie liczne nisze źródłowe ze specyficzną roślinnością źródliskową, a także zbiorowisko kwaśnej buczyny niżowej, fragmentami ze starym, ok. 100-letnim drzewostanem. Występują tu stanowiska szeregu roślin chronionych i rzadkich, takich jak wroniec widlasty, kukułka Fuchsa, tojeść gajowa, manna gajowa. Rezerwat jest przypuszczalnie najbardziej wysuniętym na północ w Polsce stanowiskiem podrzenia żebrowca.
Rezerwat jest położony na gruntach Skarbu Państwa, będących w zarządzie Nadleśnictwa Choczewo. Nadzór sprawuje Regionalny Konserwator Przyrody w Gdańsku. Rezerwat nie posiada planu ochrony, obowiązują w nim jednak zadania ochronne, na mocy których obszar rezerwatu podlega ochronie czynnej.
Najbliższe miejscowości to Borkowo Lęborskie (oddalone o ok. 1 km) i Zwartowo.